# Passeridae
I Passeridi (Passeridae Illiger, 1811) sono una famiglia di uccelli dell'ordine Passeriformes, a cui appartengono i passeri e i fringuelli alpini.

## Descrizione
Sono passeracei di piccola taglia, con becchi conici robusti ed appuntiti, ali ampie e smussate, e code relativamente corte; la colorazione del piumaggio si presenta in varie combinazioni di marrone, beige, grigio, bianco e nero, talora anche giallo.

## Distribuzione e habitat
I passeridi sono ampiamente diffusi in Europa, Africa e Asia. Popolazioni introdotte e naturalizzate esistono nelle Americhe, in Australia, e in altre parti del mondo, in particolare nelle aree urbane. Per esempio, il passero domestico o passera europea (Passer domesticus) è attualmente diffuso in gran parte del Nord America, in molte aree urbane densamente popolate del Sud America, e in quasi tutti gli stati dell'Australia.
Prediligono gli habitat aperti, quali praterie, deserti, e macchie, e si trovano a loro agio anche nei contesti urbani. Alcune specie, come la passera mattugia (Passer montanus), si trovano anche nei boschi. L'occhialino cannella delle Filippine (Hypocryptadius cinnamomeus) è l'unico passeride noto che popola la canopia della foresta nebulosa.

## Sistematica
La famiglia Passeridae comprende i seguenti generi e specie:
- Genere Hypocryptadius

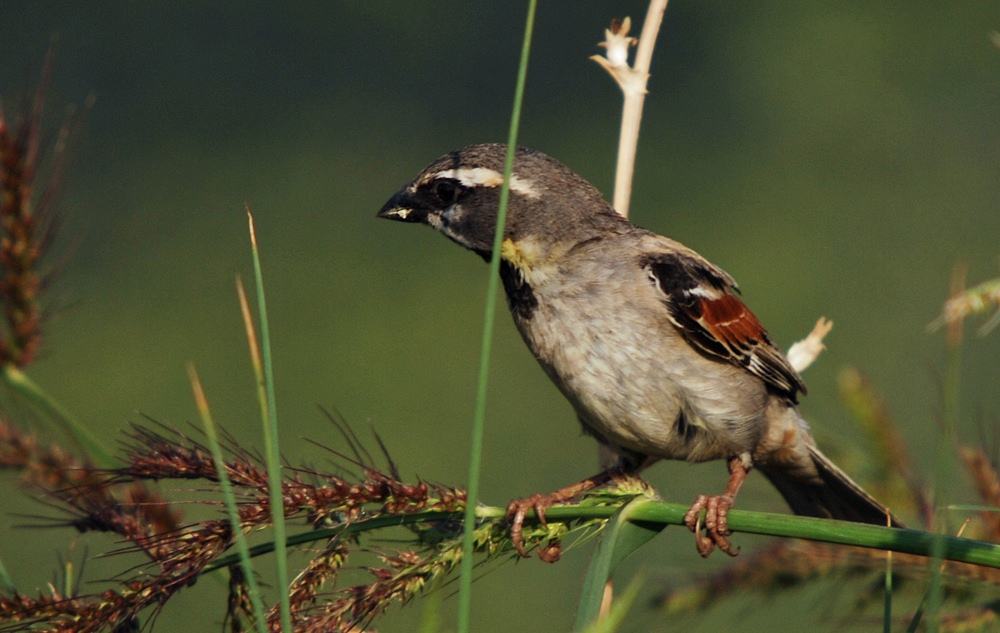
Passer moabiticus

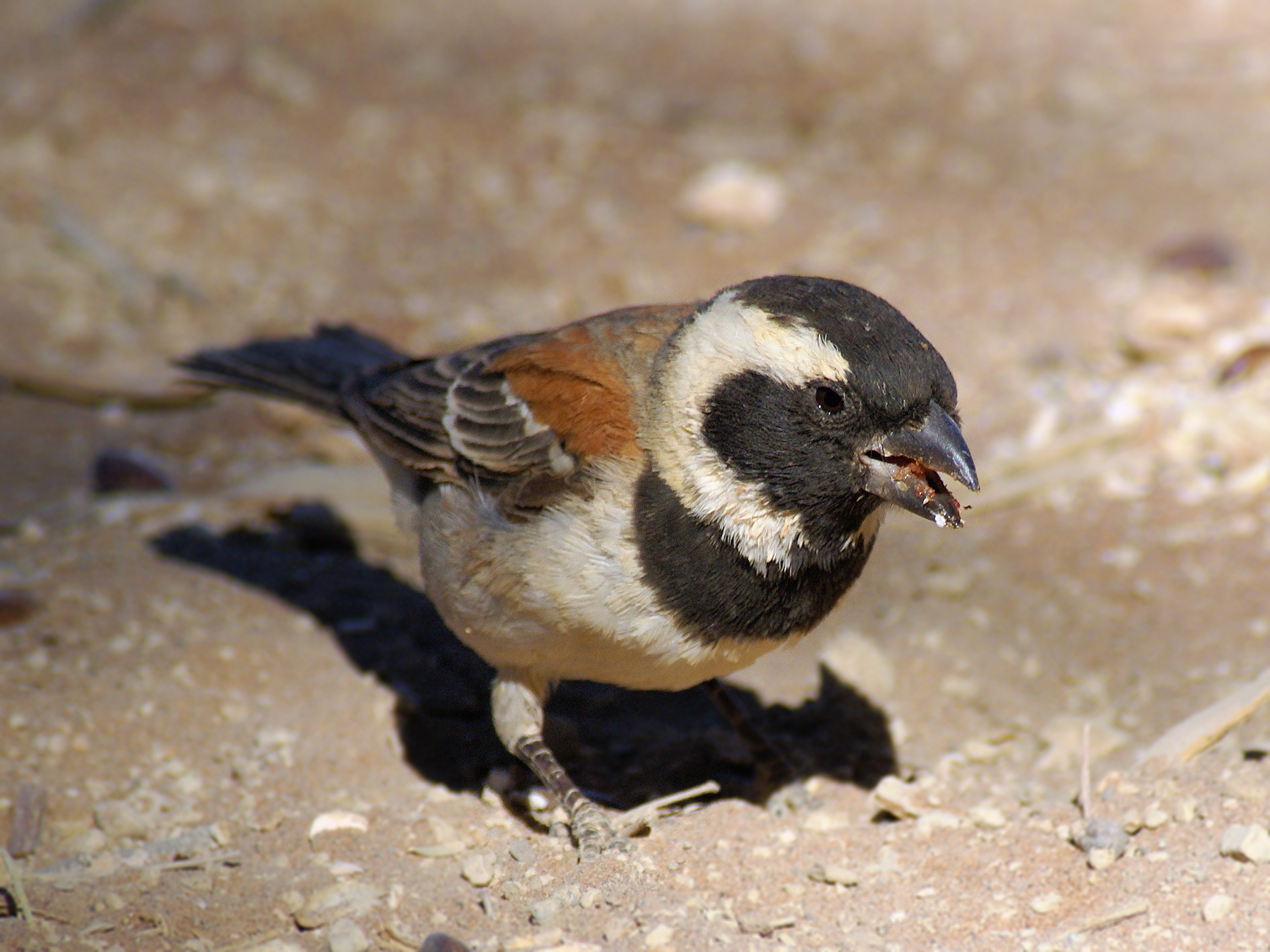
Passer melanurus

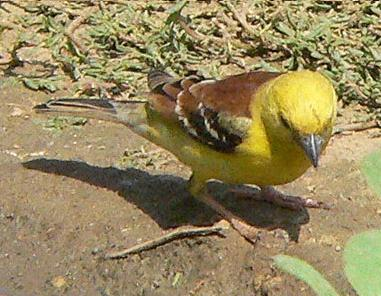
Passer luteus

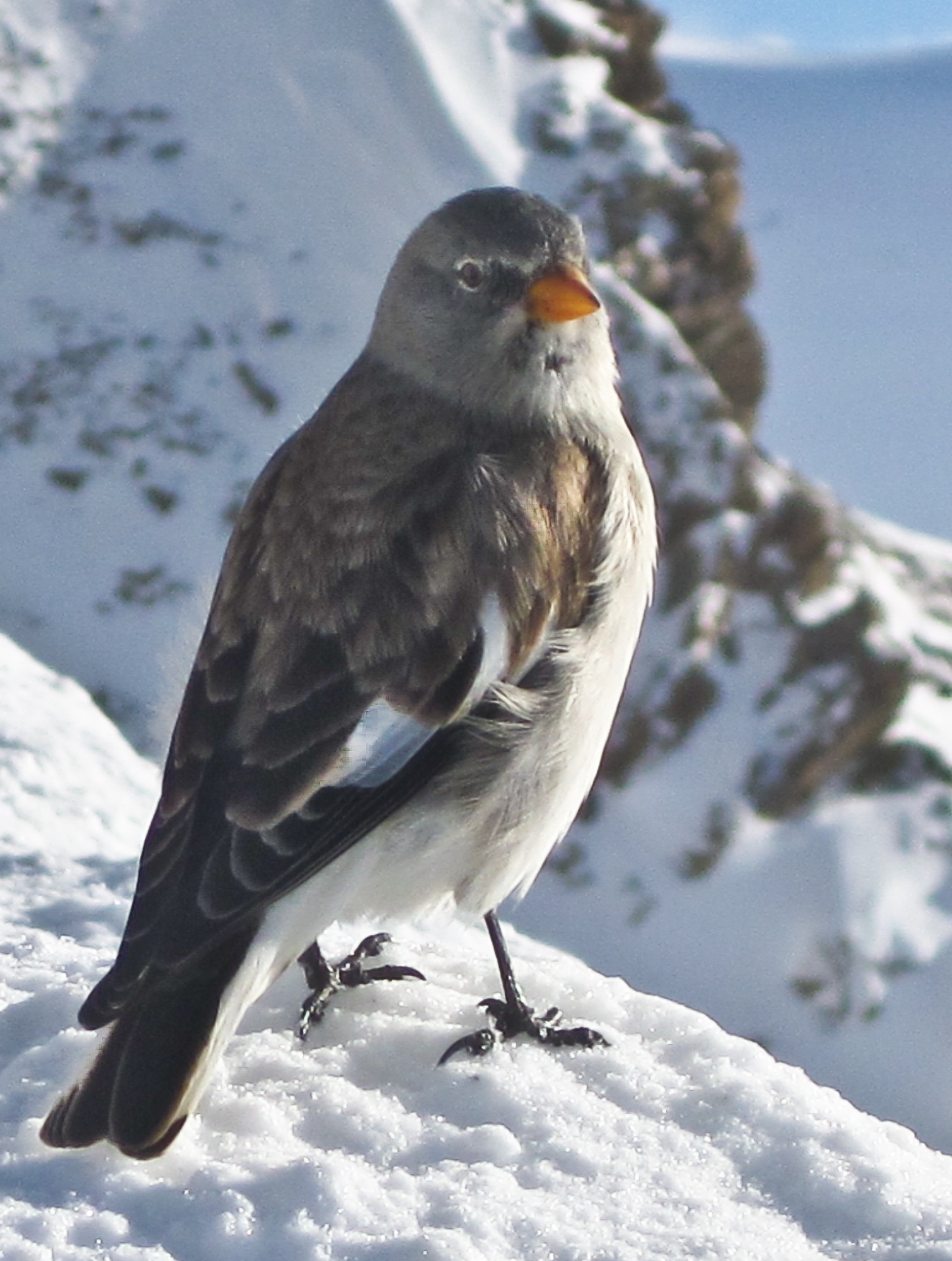
Montifringilla nivalis

  - Hypocryptadius cinnamomeus Hartert, 1903 - occhialino cannella

- Genere Passer Brisson, 1760
  - Passer ammodendri Gould, 1872 - passero del Saxaul
  - Passer domesticus Linnaeus, 1758 - passero domestico o passera europea
  - Passer italiae (Vieillot, 1817) - passera d'Italia o passero italiano
  - Passer hispaniolensis Temminck, 1820 - passera sarda o passera spagnola
  - Passer pyrrhonotus Blyth, 1845 - passero della giungla di Sind
  - Passer castanopterus Blyth, 1855 - passero somalo
  - Passer cinnamomeus (Gould, 1836) - passero cannella
  - Passer flaveolus Blyth, 1845 - passero domestico di Pegu
  - Passer moabiticus Tristram, 1864 - passero del mar Morto
  - Passer iagoensis (Gould, 1838) - passera di Capo Verde
  - Passer motitensis (A.Smith, 1836) - passero maggiore
  - Passer insularis P.L.Sclater & Hartlaub, 1881 - passero di Socotra
  - Passer hemileucus Ogilvie-Grant & H.O.Forbes, 1899
  - Passer rufocinctus Finsch & Reichenow, 1884 - passero rossiccio del Kenya
  - Passer shelleyi Sharpe, 1891 - passera rossiccia di Shelley
  - Passer cordofanicus Heuglin, 1871 - passera rossiccia del Kordofan
  - Passer melanurus (Statius Müller, 1776) - passero del Capo
  - Passer griseus (Vieillot, 1817) - passero testagrigia
  - Passer swainsonii (Rüppell, 1840) - passero di Swainson
  - Passer gongonensis (Oustalet, 1890) - passero beccogrosso
  - Passer suahelicus Reichenow, 1904 - passero swahili
  - Passer diffusus (A.Smith, 1836) - passera testagrigia meridionale
  - Passer simplex (Lichtenstein, 1823) - passero del deserto
  - Passer zarudnyi Pleske, 1896) - passera del deserto asiatica
  - Passer montanus (Linnaeus, 1758) - passero mattugio
  - Passer luteus (Lichtenstein, 1823) - passero dorato
  - Passer euchlorus (Bonaparte, 1850) - passero dorato arabico
  - Passer eminibey (Hartlaub, 1880) - passero castano

- Genere Carpospiza von Muller, 1854
  - Carpospiza brachydactyla Bonaparte, 1850 - passera lagia chiara

- Genere Petronia Kaup, 1829
  - Petronia petronia (Linnaeus, 1766) - passera lagia

- Genere Gymnoris
  - Gymnoris superciliaris Blyth, 1845 - petronia golagialla
  - Gymnoris dentata (Sundevall, 1850) - passera lagia minore
  - Gymnoris pyrgita (Heuglin, 1862) - petronia macchiagialla
  - Gymnoris xanthocollis (Burton, 1838) - passera lagia golagialla

- Genere Montifringilla C.L.Brehm, 1828
  - Montifringilla nivalis (Linnaeus, 1766) - fringuello alpino
  - Montifringilla henrici (Oustalet, 1892) - fringuello alpino del Tibet
  - Montifringilla adamsi Adams, 1859 - fringuello alpino di Adams

- Genere Onychostruthus
  - Onychostruthus taczanowskii (Przewalski, 1876) - fringuello alpino groppabianca

- Genere Pyrgilauda
  - Pyrgilauda davidiana J.Verreaux, 1871 - fringuello alpino di Padre David
  - Pyrgilauda ruficollis (Blanford, 1871) - fringuello alpino collorossiccio
  - Pyrgilauda blanfordi (Hume, 1876) - fringuello alpino di Blanford
  - Pyrgilauda theresae (Meinertzhagen, 1937) - fringuello alpino dell'Afghanistan